# Damnation A.D.
Damnation A.D. ist eine US-amerikanische Metalcore- und Hardcore-Punk-Band aus Washington, D.C., die im Jahr 1992 unter dem Namen Damnation gegründet wurde, sich 1998 auflöste und 2005 wieder zusammenfand.

## Geschichte
Die Band wurde im Jahr 1992 unter dem Namen Damnation gegründet und wurde 1993 in Damnation A.D. umbenannt, um eine Verwechslung mit einer gleichnamigen kalifornischen Punkband zu vermeiden. Die Gruppe wurde als Studioprojekt gegründet, wobei einige Mitglieder schon Erfahrung aufweisen konnte, so hatte Ken Olden bereits bei Battery und Better Than a Thousand gespielt. In Battery sang zudem Produzent Brian McTernan, Bruder des Sängers Mike „DC“ McTernan. Damnation A.D. bestand anfangs aus Olden, der das Schlagzeug und die Gitarre spielte und dem Sänger McTernan. Nachdem sie zusammen ein paar Singles aufgenommen hatten, stießen der Gitarrist Hillel Halloway, der Bassist Alex Merchlinsky und der Schlagzeuger Dave Ward hinzu. Nachdem die Gruppe mit Jade Tree Records in Kontakt gekommen war, erschien hierüber eine Split-Veröffentlichung zusammen mit Walleye, ehe 1995 das Debütalbum No More Dreams of Happy Endings veröffentlicht wurde. Danach ging die Band auf Tour und trat dabei unter anderem zusammen mit Gruppen wie Ignite und Earth Crisis auf. Bei den Auftritten versahen sich McTernan und Olden, die der Straight-Edge-Szene angehörten, mit szenetypischen X-Markierungen, während andere Mitglieder Alkohol tranken, was für Verwirrung unter den Fans sorgte. Im August 1996 erschien mit der EP Misericordia der nächste Tonträger. Nach einem Wechsel zu Revelation Records erschien hierüber das Album Kingdom of Lost Souls, auf dem Dave Bryson als neuer Schlagzeuger zu hören war. Nach der Auflösung der Band spielte Olden weiter bei Better Than a Thousand und eröffnete sein eigenes Tonstudio. Halloway trat der Metal-Band Black Manta bei. McTernan erlernte das Tätowieren und Merchlinsky studierte Design am Maryland Institute in Baltimore. Ward zog zurück nach Los Angeles. Nach einer mehrjährigen Pause begann McTernan erneut als Sänger in einer Band, die den Namen When Tigers Fight trug. Er kontaktierte Olden, der ihn bei den Aufnahmen des Gesangs beraten sollte. Beide begaben sich in Oldens Tonstudio und nahmen zusammen ein paar Probenaufnahmen auf. Sie beschlossen daraufhin, ein neues Damnation-A.D.-Album aufzunehmen, das 2007 unter dem Namen In This Life or the Next erschien. Auf dem Album sind als Gastmusiker Mitglieder von Give Up the Ghost, Darkest Hour, Earth Crisis und Fall Out Boy zu hören. Ihren ersten Auftritt nach der Wiedervereinigung hatte die Band am Neujahrstag 2005, an dem die Originalbesetzung bis auf den Schlagzeuger Dave Ward teilnahm, welcher bereits mit einer anderen Band auf Tour war. Im August desselben Jahres erfolgte ein weiterer Auftritt.
Nach einer langen Pause ohne weitere Veröffentlichungen erschien 2017 das Album Pornography (auf LP bei Organized Crime Records sowie auf Cassette beim Label Hectic Recs); es handelt sich um Coverversionen sämtlicher Tracks des gleichnamigen Albums der britischen Dark-Wave-Band The Cure.

## Stil
Laut Ryan Downey von Allmusic war Damnation A.D. eine der ersten US-amerikanischen Bands, die den Wandel vom Punk zu dunklen, metal-lastigen Klängen machten, die an Integrity erinnerten. McTernans Gesang erinnere dabei stets an den von Henry Rollins bei Black Flag. Auf In This Life or the Next sei die Gruppe zu ihren durch Sludge geprägten Metalcore-Wurzeln zurückgekehrt.
Laut Matthias Weckmann vom Metal Hammer spielt die Band auf Kingdom of Lost Souls soliden Hardcore Punk, der es jedoch auf den durch Bands Pro-Pain, Ignite und M.O.D. wie gesättigt Markt schwer hat. Marcel Rudoletzky vom Metal Hammer beschrieb die Musik auf In This Life or the Next als aggressiven Hardcore Punk. Auf dem Album „stehen pulsierende Hardcore-Stücke wie 'Knot' oder 'Jigsaw' einer Reihe von düster-erdigen Nummern gegenüber, die mit einer verdammt schweren Metal-Schlagseite zu gefallen wissen“.
Marc Lohausen vom Ox-Fanzine schrieb 1998 in einer Rezension, dass es auf dem Album „Doublebass-Attacken, Highspeed- und Midtempo-Passagen […] [und] tonnenschwere Gitarrenriffs“ gibt, was an die Band No Escape erinnere. Nach schnellen Passagen wechsele man zu einem langsameren Teil und der aggressive Gesang werde durch kurze Spoken-Word-Samples ersetzt. Laut David Häussinger vom Ox-Fanzine treffen auf Kingdom of Lost Souls früher Neurosis-Hardcore-Punk auf Saint-Vitus- und Black-Sabbath-Riffs, während die Texte depressiv sind. Die Band wende dieselbe Methode an wie Corrosion of Conformity auf ihrem Album Blind, indem man „70er Jahre Heavyrock mit Hardcoreroots“ kombiniere. Der Gitarrenklang sei „superfuzzig“. Laut Ingo Rothkehl vom Ox-Fanzine war die Band Mitte bis Ende der 1990er-Jahre eine stilprägende Metalcore-Band. Das Album In This Life or the Next erscheine recht altmodisch, was er als erfreulich empfand.

## Diskografie
- 1994: The Hangman (EP, Lost & Found Records)
- 1994: Walleye / Damnation A.D. (Split-Album mit Walleye, Jade Tree Records)
- 1995: Damnation / Dead Beat (Split-Album mit Dead Beat, Stillborn Records)
- 1995: Misericordia (EP, Jade Tree Records)
- 1995: No More Dreams of Happy Endings (Jade Tree Records)
- 1996: Misericordia (Jade Tree Records)
- 1998: Kingdom of Lost Souls (Revelation Records)
- 2007: In This Life or the Next (Victory Records)
- 2017: Pornography (TST Records)